# Rudong (sockenhuvudort i Kina, Hunan Sheng, lat 29,73, long 111,98)
Rudong är en sockenhuvudort i Kina. Den ligger i provinsen Hunan, i den södra delen av landet, omkring 200 kilometer nordväst om provinshuvudstaden Changsha. Antalet invånare är 22 449. Befolkningen består av 11 293 kvinnor och 11 156 män. Barn under 15 år utgör 14,0 %, vuxna 15-64 år 73 %, och äldre över 65 år 11,0 %.
Runt Rudong är det tätbefolkat, med 511 invånare per kvadratkilometer. Närmaste större samhälle är Jinshi, 18,0 km sydväst om Rudong. Trakten runt Rudong består till största delen av jordbruksmark.
Genomsnittlig årsnederbörd är 1 563 millimeter. Den regnigaste månaden är maj, med i genomsnitt 235 mm nederbörd, och den torraste är december, med 28 mm nederbörd.